# 竹内和夫 (作家)
竹内 和夫（たけうち かずお、1934年3月27日 - 2017年6月18日）は、日本の作家。
兵庫県龍野市（現・たつの市）出身。本名岸本和夫。大阪学芸大学(のち大阪教育大学）卒。同人誌『VIKING』に所属。1966年「孵化」が第56回芥川賞候補になった。中学校の教諭を務めながら作家活動を続けた。

## 著書
- 『静かな学校』近代文芸社 1982
- 『施餓鬼の八月』沖積舎 1988
- 『中学校教師 なんでもやってやろう先生奮闘記』実業之日本社 仕事-発見シリーズ 1991
- 『酩酊船青春記』沖積舎 1993
- 『酩酊船よみがえる夏』沖積舎 1995
- 『一年の好景 中国多思行』編集工房ノア 1997
- 『酩酊船流星記』沖積舎 2001
- 『幸せな群島 同人雑誌五十年』編集工房ノア 2007
- 『酩酊船冬の海図』沖積舎 2010
- 『竹内和夫の「やさしい文章教室」十五章』島雄編著 友月書房 2011

### 編纂
- 『鳥たちのクルーザー 大阪朝日カルチャーセンター小説実習アンソロジー・1993』編 沖積舎 1993